# Estación de la Avenida Foch
Avenue Foch es una estación de la línea C de RER situada en el XVI Distrito de París al final de la avenida homónima, muy próxima a la Porte Dauphine y la estación de metro de Porte Dauphine, donde se puede tomar la línea 2 de metro.